# Comuna de Kałuszyn
Kałuszyn (polaco: Gmina Kałuszyn) é uma gminy (comuna) na Polónia, na voivodia de Mazóvia e no condado de Miński. A sede do condado é a cidade de Kałuszyn.
De acordo com os censos de 2004, a comuna tem 6182 habitantes, com uma densidade 65,4 hab/km².

## Área
Estende-se por uma área de 94,52 km², incluindo:
- área agricola: 69%
- área florestal: 23%

## Demografia
Dados de 30 de Junho 2004:
|                      | Total   | Total | Mulheres | Mulheres | Homens  | Homens |
| -------------------- | ------- | ----- | -------- | -------- | ------- | ------ |
|                      | pessoas | %     | pessoas  | %        | pessoas | %      |
| População            | 6182    | 100   | 3104     | 50,2     | 3078    | 49,8   |
| Densidade (pop./km²) | 65,4    | 100   | 32,8     | 32,8     | 32,6    | 32,6   |

De acordo com dados de 2002, o rendimento médio per capita ascendia a 1281,71 zł.

## Subdivisões
- Abramy, Budy Przytockie, Chrościce, Falbogi, Garczyn Duży, Garczyn Mały, Gołębiówka, Kazimierzów, Kluki, Leonów, Marianka, Milew, Mroczki, Nowe Groszki, Olszewice, Patok, Piotrowina, Przytoka, Ryczołek, Stare Groszki, Sinołęka, Szembory, Szymony, Wąsy, Wity, Wólka Kałuska, Zimnowoda, Żebrówka.

## Comunas vizinhas
- Cegłów, Dobre, Grębków, Jakubów, Kotuń, Mrozy, Wierzbno